# 수카르노 하타 국제공항
수카르노 하타 국제공항(인도네시아어: Bandara Internasional Soekarno-Hatta, 영어: Soekarno–Hatta International Airport, IATA: CGK, ICAO: WIII)은 인도네시아 자카르타의 국제공항으로, 자카르타의 도심에서 서북쪽으로 약 25 km 떨어진 반튼주 탕그랑에 위치하고 있으며, 공항의 이름은 인도네시아의 초대 대통령 아흐메드 수카르노와 초대 부대통령 모하마드 하타의 이름을 합쳐서 붙였다. 인도네시아 사람들은 자카르타 북서쪽에 위치한 지역의 이름을 붙여 흔히 셍카렝이라고 부른다.

## 개요
자카르타 중앙에 있던 국내선 공항인 케마요란 공항과 자카르타 동부에 있던 할림 페르다나쿠수마 국제공항을 대신하기 위하여 건설되어 1985년에 개항하였다. 공항 설계는 파리 샤를 드 골 공항을 설계한 프랑스 건축가인 폴 앙드뢰(Paul Andreu)가 맡았다. 이후 케마요란 공항은 폐쇄되었고 할림 페르다나쿠수마 국제공항은 현재도 사용하는데 주로 전세기와 군용기가 취항한다.

## 시설 및 터미널

수카르노 하타 공항 배치도

수카르노 하타 공항은 PT 앙카사 푸라 II가 운영하며, 면적은 18 km2, 평균 해발고도는 10 m이다. 동-서 방향으로 평행하게 놓인 길이 3,660m와 3,600m인 2개의 활주로가 있으며, 2,410 m의 간격을 두고 떨어져 있는 두 활주로 사이에는 남쪽의 제1터미널과 북쪽의 제2터미널(1992년 완공)이 마주보고 있고, 제2터미널의 동쪽에는 제3터미널(2011년 서편 일부 개장, 2016년 완공)이 있다.
제1터미널은 국내선 전용이고, 제2터미널은 일부 국제선(2F)과 저비용 항공사의 국내선(2D, 2E)이 이용하며, 제3터미널은 국제선 전용이다. 제1터미널과 제2터미널의 탑승게이트는 각각 3개의 큰 부분(1A, 1B, 1C, 2D, 2E, 2F)으로 나뉘어 있으며, 각 부분별로 정해진 항공사들이 운항한다.

## 연계 교통

### 도로 교통
셔틀버스
- 수카르노 하타 국제공항에서 터미널 1,2,3으로 연결되는 셔틀버스가 운행되고 있다.

공항버스
- 수카르노 하타 국제공항은 내의 버스 정류장에서 아래의 지역을 운항하고 있다. 자카르타 시내 각 지역에서 4시간 이상 소요된다. 주변에는 감비르, 보고르, 세랑까지 그 외 공항버스도 운항되고 있다.

### 철도 교통
- PT 칼리타 API 노선

PT. KRETA API RUTE

## 운항 노선

### 국제선
| 항공사                 | 목적지 |
| ---------------------- | --- |
| 가루다 인도네시아 항공 | 광저우, 도쿄(하네다), 도하, 메디나, 멜버른, 방콕(수완나품), 상하이(푸둥), 서울(인천), 시드니, 싱가포르, 암스테르담, 제다, 쿠알라룸푸르, 홍콩(첵랍콕) |
| 라이온 에어            | 계절편: 메디나, 제다 전세편: 광저우, 싼야, 우한, 하이커우                                                                                            |
| 바틱 에어              | 방콕(돈므앙), 싱가포르, 쿠알라룸푸르, 퍼스, 페낭 전세편: 난닝, 쿤밍, 하이커우                                                                        |
| 스리위자야 항공        | 전세편: 원저우, 푸저우, 항저우 |
| 시티링크               | 싱가포르, 쿠알라룸푸르, 퍼스 전세편: 원저우 |
| 인도네시아 에어아시아  | 방콕(돈므앙), 싱가포르, 조호르바루, 코타키나발루, 쿠알라룸푸르, 쿠칭, 퍼스, 페낭, 프놈펜                                                             |
| 트랜스누사 항공        | 광저우, 싱가포르, 조호르바루, 쿠알라룸푸르 |
| 대한항공               | 서울(인천) |
| 아시아나항공           | 서울(인천) |
| 중국국제항공           | 베이징(수도), 청두(톈푸) |
| 중국남방항공           | 광저우, 선전 |
| 중국동방항공           | 상하이(푸둥) |
| 산동 항공              | 샤먼 |
| 샤먼 항공              | 샤먼, 푸저우 |
| 쓰촨 항공              | 난닝 |
| 에어 마카오            | 마카오 |
| 캐세이퍼시픽 항공      | 홍콩(첵랍콕) |
| 중화항공               | 타이페이(타오위안) |
| 에바 항공              | 타이페이(타오위안) |
| 일본항공               | 도쿄(나리타) |
| 전일본공수             | 도쿄(나리타), 도쿄(하네다) |
| 말레이시아 항공        | 쿠알라룸푸르 |
| 바틱 에어 말레이시아   | 쿠알라룸푸르 |
| 에어아시아             | 쿠알라룸푸르, 페낭 |
| 베트남 항공            | 하노이, 호치민 |
| 비엣제트 항공          | 호치민 |
| 로얄 브루나이 항공     | 반다르스리브가완 |
| 싱가포르 항공          | 싱가포르 |
| 스쿠트 항공            | 싱가포르 |
| 타이 항공              | 방콕(수완나품) |
| 타이 라이온 에어       | 방콕(돈므앙) |
| 타이 에어아시아        | 방콕(돈므앙) |
| 필리핀 항공            | 마닐라 |
| 세부퍼시픽             | 마닐라 |
| 스리랑카 항공          | 콜롬보 |
| 인디고 항공            | 뭄바이 |
| 사우디아 항공          | 리야드, 메디나, 제다 |
| 플라이나스             | 전세편: 제다 |
| 에미레이트 항공        | 두바이 |
| 에티하드 항공          | 아부다비 |
| 오만 항공              | 무스카트 |
| 카타르 항공            | 도하 |
| 우즈베키스탄 항공      | 타슈켄트 |
| 에티오피아 항공        | 아디스아바바 |
| 이집트 항공            | 카이로 |
| KLM                    | 암스테르담, 쿠알라룸푸르 |
| 터키항공               | 이스탄불(아르나부코이) |
| 콴타스 항공            | 멜버른, 시드니 |

### 국내선
| 항공사                 | 목적지 |
| ---------------------- | --- |
| 가루다 인도네시아 항공 | 고론탈로, 덴파사르, 라부안바조, 롬복, 마나도, 마카사르, 말랑, 메단, 바탐, 반다르람풍, 반다아체, 반자르마신, 발릭파판, 벵쿨루, 세마랑, 소롱, 솔로, 수라바야, 암본, 욕야카르타, 자야푸라, 잠비, 켄다리, 탄중판당, 테르나테, 파당, 팔랑카라야, 팔렘방, 팔루, 팡칼핀방, 페칸바루, 폰티아낙                                           |
| 라이온 에어            | 고론탈로, 덴파사르, 롬복, 마나도, 마카사르, 메단, 메라우케, 바탐, 반다르람풍, 반자르마신, 발릭파판, 벵쿨루, 세마랑, 소롱, 솔로, 수라바야, 암본, 욕야카르타, 자야푸라, 잠비, 탄중판당, 테르나테, 파당, 팔랑카라야, 팔렘방, 팔루, 팡칼핀방, 페칸바루, 폰티아낙                                                                     |
| 바틱 에어              | 고론탈로, 덴파사르, 라부안바조, 롬복, 루부킬갈루, 마나도, 마카사르, 말랑, 메단, 바뉴왕기, 바탐, 반다아체, 반자르마신, 발릭파판, 베라우, 사마린다, 세마랑, 소롱, 솔로, 수라바야, 실랑잇, 암본, 욕야카르타, 자야푸라, 잠비, 켄다리, 쿠팡, 타라칸, 탄중판당, 테르나테, 파당, 팔랑카라야, 팔렘방, 팔루, 팡칼란번, 팡칼핀방, 페칸바루 |
| 슈퍼에어 제트          | 덴파사르, 롬복, 마카사르, 메단, 바뉴왕기, 바탐, 반다르람풍, 반자르마신, 발릭파판, 벵쿨루, 세마랑, 솔로, 수라바야, 실랑잇, 잠비, 탄중판당, 테르나테, 파당, 팔렘방, 팡칼핀방, 페칸바루, 폰티아낙 |
| 스리위자야 항공        | 마카사르, 탄중판당, 팡칼핀방, 폰티아낙 |
| 시티링크               | 덴파사르, 라부안바조, 롬복, 마카사르, 말랑, 메단, 바뉴왕기, 바탐, 반자르마신, 발릭파판, 벵쿨루, 사마린다, 세마랑, 솔로, 수라바야, 실랑잇, 암본, 욕야카르타, 잠비, 켄다리, 쿠팡, 탄중판당, 파당, 팔랑카라야, 팔렘방, 팔루, 팡칼란번, 팡칼핀방, 페칸바루, 폰티아낙                                                                 |
| 에어아시아 인도네시아  | 덴파사르, 라부안바조, 롬복, 메단, 반다르람풍, 솔로, 실랑잇 |
| 트랜스누사 항공        | 덴파사르, 욕야카르타 |
| 펠리타 에어            | 덴파사르, 반자르마신, 발릭파판, 소롱, 수라바야, 욕야카르타, 파당, 팔렘방, 페칸바루, 폰티아낙 |
| NAM 항공               | 덴파사르, 무아라분고, 바탐, 삼핏, 팡칼란번, 폰티아낙 |

### 화물 노선
| 항공사                       | 목적지                                                           |
| ---------------------------- | ---------------------------------------------------------------- |
| 리퍼블릭 익스프레스 항공     | 쿠알라룸푸르, 수라바야, 발릭파판, 마카사르, 싱가포르, 수라카르타 |
| 카딕에어                     | 발릭파판, 방콕(수완나품), 하노이, 싱가포르                       |
| 트라이 MG 인트라 아시아 항공 | 바탐, 쿠알라룸푸르, 싱가포르                                     |
| 대한항공                     | 서울(인천)                                                       |
| 중국국제항공 카고            | 베이징(수도)                                                     |
| ANA 카고                     | 도쿄(나리타), 방콕(수완나품)                                     |
| 캐세이퍼시픽 항공            | 홍콩(첵랍콕)                                                     |
| 에어홍콩                     | 홍콩(첵랍콕)                                                     |
| 중화항공                     | 타이페이(도원)                                                   |
| 에바 항공                    | 타이페이(도원)                                                   |
| MAS 카고                     | 쿠알라룸푸르                                                     |
| 트랜스마일 에어 서비스       | 쿠알라룸푸르                                                     |
| 에미레이트 스카이카고        | 오클랜드, 두바이(알막툼)                                         |
| 에어로로직                   | 방콕(수완나품)                                                   |
| 에어브리지카고               | 모스크바(세례메티예보)                                           |
| 페덱스 익스프레스            | 광저우, 싱가포르                                                 |